# Francesco Grosso
Francesco Grosso (Torino, 15 novembre 1921 – Torino, 2 ottobre 2006) è stato un calciatore italiano, di ruolo centrocampista.

## Carriera
Ha esordito ventenne in Serie A a Firenze, il 4 maggio 1941, nella pesante sconfitta della Juventus per 5-0 contro i padroni di casa della Fiorentina. Ha poi disputato tre stagioni col Casale e il Torneo Lombardo nel 1945 a Pavia. Nel dopoguerra ha militato per il Como, dal 1946 al 1949 ancora con la Juventus, quindi una stagione all'Empoli prima di chiudere la carriera con lo Stabia, con cui ha vinto un campionato di Serie C.
Dopo il ritiro lavorò come allenatore nel settore giovanile della Juventus.

## Palmarès
- Campionato italiano Serie C: 1

Stabia: 1950-1951 (girone D)